# Shoshone (langue)
Pour les articles homonymes, voir Shoshone (homonymie).
Le shoshone  (ou shoshoni) est une langue uto-aztèque de la branche des langues numiques parlée au Grand Bassin à l'ouest d'Amérique du Nord, par des groupes de Shoshones dispersés en Nevada, Idaho, Utah, Californie et Wyoming.
Le shoshone est proche du comanche. Avant 1600, Shoshones et Comanches formaient un seul peuple et vivaient dans le Wyoming, dans la région de la Wind River. Après cette date, les Comanches ont migré vers le Sud.

## Écriture
Le shoshone est une langue écrite, mais sans orthographe standardisée, à cause de la dispersion des populations shoshones.

## Phonologie
Les tableaux présentent les phonèmes du shoshone, précédés, à gauche, de l'orthographe en usage à Fort Hall, dans  l'Idaho. 

### Voyelles
|         | Antérieure       | Centrale      | Postérieure   |
| ------- | ---------------- | ------------- | ------------- |
| Fermée  | i [i] ii [iː]    | e [ɨ] ee [ɨː] | u [u] uu [uː] |
| Moyenne | a̲i̲ [e] a̲a̲i̲i̲ [eː] |               | o [o] oo [oː] |
| Ouverte |                  | a [a] aa [aː] |               |

### Consonnes
|               |               | Bilabiale | Dentale | Palatale | Vélaire       | Glottale |
| ------------- | ------------- | --------- | ------- | -------- | ------------- | -------- |
| Occlusives    | Occlusives    | b [p]     | d [t]   |          | g [k] gw [kʷ] | ʔ [ʔ]    |
| Fricatives    | Fricatives    |           | s [s]   |          |               | h [h]    |
| Affriquées    | Affriquées    |           | c [ts]  |          |               |          |
| Nasales       | Nasales       | m [m]     | n [n]   |          |               |          |
| Semi-voyelles | Semi-voyelles | w [w]     |         | y [j]    |               |          |